# Eremurus turkestanicus
Eremurus turkestanicus är en grästrädsväxtart som beskrevs av Eduard August von Regel. Eremurus turkestanicus ingår i släktet Eremurus och familjen grästrädsväxter. Inga underarter finns listade i Catalogue of Life.